# Intervención extranjera en la guerra del Pacífico

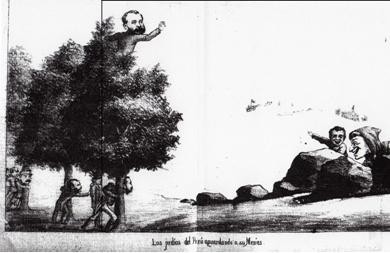
En una caricatura de la revista chilena El Padre Cobos del 13 de diciembre de 1881, aparecen los caudillos peruanos Cáceres, Montero, Piérola y Prado aguardando a su Mesías en referencia a la esperanza peruana de una intervención norteamericana.

La Intervención extranjera en la guerra del Pacífico fueron las medidas y políticas seguidas por países no beligerantes para obtener ventajas territoriales, financieras, geopolíticas, comerciales, de política interna o simplemente para proteger las vidas y propiedad de sus connacionales durante el curso de guerra del Pacífico (1879-1883), que enfrentó por un lado a Bolivia y Perú y por otro lado, Chile.
Las potencias europeas (Reino Unido, Francia, Alemania, etc), los Estados Unidos y los países latinoamericanos (Brasil, Argentina, Ecuador, etc) se declararon neutrales y algunos de ellos ofrecieron mediación, pero las ventas de armas, burlando las débiles leyes de neutralidad, continuaron.
En el plano financiero, las potencias europeas ejercieron presión, por medio de protestas diplomáticas y el envío de barcos de guerra a la zona, destinada a proteger sus connacionales y sus bienes, y a que sus deudas fuesen reconocidas y pagadas prioritariamente. Las potencias con mayores intereses en la región eran Gran Bretaña y Francia. Sin embargo, los Estados Unidos de América, rechazaban de plano cualquier intervención de potencias europeas en asuntos americanos y buscaban desplazar, a largo plazo, a Gran Bretaña como mayor socio comercial de los países latinoamericanos.
La opinión pública sobre la guerra en los países no beligerantes jugó un papel importante en la toma de decisiones de sus gobiernos. En general la opinión pública al comienzo de la guerra era favorable a los aliados (Perú y Bolivia) y casi unánimemente predecía la derrota de Chile.: pág.30 : p.16 : pág.109 : pág.44  En el caso de los EE. UU., las críticas a la política del secretario de estado James G. Blaine llevaron en 1882 a una investigación oficial sobre tráfico de influencias en el senado norteamericano.
La participación directa de extranjeros como combatientes en la guerra fue reducida, limitada a personas y no es considerada como intervención estatal.
En el plano humanitario, las fuerzas navales extranjeras, algunas veces, ofrecieron refugio a los civiles y ayudaron en la atención de los heridos tras las batallas.
Los países beligerantes, Bolivia, Chile y Perú, también buscaron utilizar el creciente conflicto entre EE. UU. y Gran Bretaña por el control del comercio latinoamericano para favorecer sus fines.

## Leyes internacionales
Las leyes internacionales vigentes durante la guerra tuvieron alguna importancia en el desenvolvimiento de los hechos.
La única ley humanitaria expresamente reconocida por los tres beligerantes fue el Primer Convenio de Ginebra, de 1864, con los artículos adicionales de la declaración de 1868, sobre la protección de los heridos.
La Declaración de París fue ratificada por Chile y Perú, pero no por Bolivia. Bolivia quiso emitir derechos de corsario para combatir las naves y transportes chilenos. Los gobiernos de EE. UU., Gran Bretaña y Francia se opusieron y advirtieron que no lo aceptarían.: págs. 30-40  La Declaración estipulaba:
- la prohibición de barcos corsarios
- la obligación de barcos mercantes de detenerse para ser revisados por barcos beligerantes
- la prohibición de requisar mercancías enemigas desde barcos neutrales, con excepción de material de guerra, llamado "contrabando"
- la prohibición de requisar mercancías neutrales desde barcos enemigos
- que un bloqueo existía solo cuando estaba concretamente ejecutado, es decir, no bastaba la declaración de bloqueo

En caso de constatarse el contrabando el barco se convertía en "presa de guerra" del beligerante y podía ser requisado o hundido.
En 1879 Chile editó El derecho de la guerra según los últimos progresos de la civilización, para guiar el comportamiento de sus oficiales durante la guerra. El opúsculo contenía el texto de:
- La Declaración de San Petersburgo de 1868, que prohibía proyectiles causantes de daños innecesarios a los soldados (balas explosivas).
- El Primer Convenio de Ginebra de 1864, con los artículos adicionales de la declaración de 1868, sobre la protección de los heridos.
- El Código Lieber, una ley estadounidense que estipulaba derechos y obligaciones de sus ejércitos en guerra.
- La Declaración de Bruselas (1874), que estipulaba derechos y obligaciones de los ejércitos y estados en guerra.

Diferencia entre leyes nacionales e internacionales
No se les debe confundir con las leyes nacionales de países neutrales que también influyeron en los acontecimientos. Estas se analizan según el país. Estipulaban los derechos de los beligerantes en los países neutrales: si podían comprar armas, cuáles y si se podían transportar armas de un país beligerante en el país neutral.

## Intereses financieros

### Breve historia de la deuda peruana

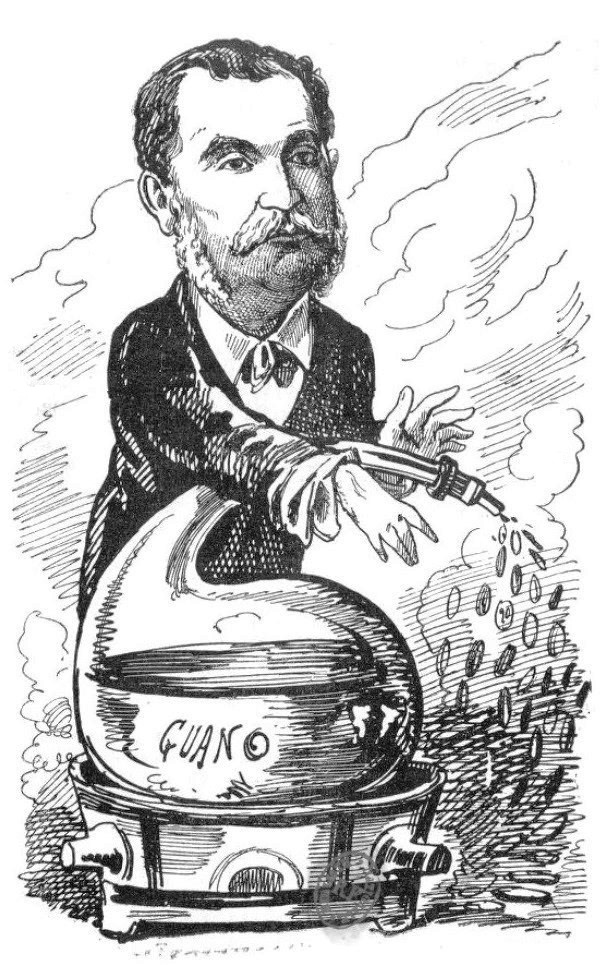
Auguste Dreyfus en una caricatura que lo muestra haciendo dinero del guano.

En 1840 el estado peruano otorgó la primera licencia para la exportación del guano por solo 60 000 soles. Cuando se conoció en Perú que el precio del guano en Europa alcanzaba altos precios, el gobierno liquidó el contrato y se hizo socio de la empresa. Ya en aquel tiempo los acreedores de viejas deudas del Perú lograron que una parte de las ganancias se utilizara para el pago de las deudas. A partir de 1847 se utilizó la "consignación" para comercializar el guano: el Estado peruano era el dueño del guano hasta su entrega al comprador y el consigne o empresario socio del Estado, que eran varios, era el encargado de la extracción, carga, transporte, almacenamiento y venta del producto por lo cual el recibía una comisión más los costos de operación. En agosto de 1869 se firmó el Contrato Dreyfus que entregaba 2 000 000 de toneladas de guano a esa firma francesa para su venta monopólica en Europa dando estabilidad a los ingresos del Estado peruano, se suponía por 7 años. Además la Casa Dreyfus atendería el pago de las deudas estatales de 1 000 000 £ por año y entregaría mensualmente 700 000 soles  al gobierno. El gobierno del presidente José Balta comenzó la construcción de 10 líneas de ferrocarril que unirían los puertos del Pacífico con los ríos amazónicos del interior. En 1869, 1870 y 1872 se contrataron 3 préstamos por un total de £36M o £48M con lo que se aumentó el monto del pago de la deuda externa a £2.6M por año. El año 1872, cuando realmente se efectuaron las primeras ventas de Dreyfus, los ingresos del guano habían bajado por una reducción de la demanda y de la calidad del guano. Estas fueron las razones que provocaron que la Casa Dreyfus suspendiera en 1873 el pago de remesas al estado peruano dado que las ganancias del guano se consumían en el pago del servicio de la deuda. Perú respondió con la suspensión de los embarques. Finalmente se firmó un nuevo contrato con Dreyfus el 15 de abril de 1874, con nuevas obligaciones y válido solo hasta 1875.
En 1876 se suspendió el pago de la deuda externa y en junio de ese año se firmó el Contrato Raphael (1 900 000 toneladas en un lapso de 4 años) con la Peruvian Guano Company (formada por personajes de la oligarquía peruana en Londres) muy similar al Contrato Dreyfus pero esta vez las remesas al Estado peruano tendrían prioridad por sobre el pago de la deuda. Con el nuevo contrato, se establecía una competencia entre la Casa Dreyfus y la Peruvian Guano ya que la primera aún tenía guano por vender. Más aún, los acreedores de Francia, Gran Bretaña y Bélgica acosaban legalmente a la Peruvian Guano ya que esta no les entregaba los ingresos del guano que los acreedores consideraban hipotecados a su favor sino que los entregados primeramente al gobierno peruano y luego a Dreyfus.

### Acreedores del Perú
Tras la Era del Guano, Perú acumuló enormes deudas que durante y tras la guerra fueron presentadas por los acreedores a sus respectivos gobiernos para lograr la protección de sus intereses.: p.19  Los acreedores, organizados en grupos, exigían el pago prioritario de sus deudas, consideraban los depósitos de salitre y guano como hipotecados a su favor y presionaban a sus respectivos gobiernos para imponer sus planes de pago. Sin embargo, no existía entre ellos un ánimo de concertar sus exigencias, sino por el contrario, consideraban las otras como de menor prioridad y dañinas a sus intereses, provocando desunión y a veces soluciones contrapuestas.
Los grupos de acreedores más importantes eran:
- Certificate holders eran los tenedores de certificados de deuda extendidos por el gobierno peruano a los dueños de las salitreras de Tarapacá expropiadas por el Perú en 1875. En 1881, por decreto del gobierno chileno, los Certificate holders pudieron readquirir sus propiedades expropiadas (a cambio de entregar los certificados de deuda) y reiniciar la explotación del salitre.
- Bondholders eran los acreedores de los préstamos hechos al Perú durante la Era del Guano en 1869, 1870 y 1872. Se dividieron en acreedores continentales e ingleses:[2]: pág.15 
  - Casa Dreyfus fue una firma francesa consignataria monopólica del guano en Europa, es decir, la encargada de venderlo y a su vez de adelantar los pagos al gobierno de Lima. Las deudas provenían de pagos adelantados hechos al Perú y a las dificultades para vender guano.
  - Crédit Industriel et Comerciel (CIC) fue un consorcio de acreedores, inicialmente incluía a la Casa Dreyfuss, que exigía del Perú el pago de las deudas. Para asegurar el pago, la CIC presentó al gobierno estadounidense un programa que incluía la explotación del guano y el salitre por la CIC y un protectorado norteamericano en Tarapacá.
  - Croyle y Russel fueron grupos de presión de acreedores ingleses que aceptaron la oferta chilena de explotar las guaneras a partir de 1880.
- Peruvian Company, era una firma estadounidense dirigida por Jacob B. Shipherd, que pretendía cobrar al Perú los dubiosos derechos de dos ciudadanos franceses, Crochet y Landreau, por aproximadamente 1 000 000 000 USD a través de un control de las salitreras y guaneras peruanas. (No debe ser confundida con la Peruvian Guano Company que era la consignataria del guano en Europa por el Contrato Raphael de 1876)[10]: pág.70 
  - Crochet claim El ciudadano francés Alexandre Cochet afirmaba haber descubierto las propiedades fertilizantes del guano en 1840 y exigía, de acuerdo a una ley peruana, un tercio de todas las ventas del guano, pasadas y futuras. La suma demandada ascendía a 900 000 000 USD (novecientos millones de dólares). Cochet había muerto en París, pero un hijo suyo, ciudadano de los EE. UU., afirmaba haber heredado los derechos.[10]: 174 
  - Landreau claims Jean Theophile Landraeu, también ciudadano francés, afirmaba tener un contrato con el Estado peruano que le hacía acreedor de una participación en la venta de 5 000 000 de toneladas de guano (para comparación el Contrato Dreyfus "solo" tenía 2 millones consignados). En este caso, el hermano de Jean Theophile representaba la demanda en los EE. UU.[11]

### Consecuencias de la ocupación chilena de los depósitos

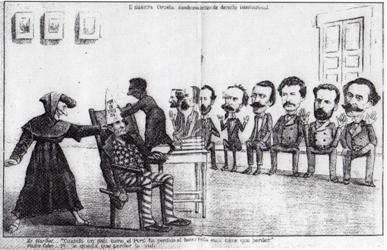
“El Maestro ciruela dando una clase de derecho internacional” (El Padre Cobos, Santiago, 13 de octubre de 1881). La caricatura chilena muestra al Tío Sam expuesto al escarnio del Padre Cobos y critica la lenidad de los políticos en la defensa de los intereses chilenos y la osadía de los EE. UU. en querer dar clases de moral y diplomacia.

El 7 de enero de 1880, cuando Chile ya había ocupado los depósitos de guano, los enviados del presidente Mariano Ignacio Prado en París, M. de Goyeneche y F. Rosas, firmaron un nuevo contrato con el grupo francés Societé Générale de Crédit Industriel et Commercial que transferiría el 80 % de las ganancias de la venta del guano a los acreedores y entregaba al Perú un pago de 800 000. £ (El nuevo contrato desahuciaba el Contrato Raphael con la Peruvian Guano Co.). Los bondholders de Europa continental, en su mayoría franceses, lo apoyaron, pero los acreedores ingleses lo rechazaron.: pág.157  Nicolás de Piérola, que había asumido el poder en diciembre de 1879, revocó el nuevo contrato e inicialmente confiscó los depósitos de guano de Dreyfus en el exterior. Pero, acosado por la falta de fondos para financiar la guerra, Piérola debió ceder y el 4 de junio de 1880 firmó un nuevo contrato con la Casa Dreyfus, reconoció una deuda de 3 200 000 £ con ella y le encargó la venta del guano en Europa. Por su parte, Chile autorizó el 23 de febrero de 1880 la explotación del guano por los acreedores a cambio de un pago de 30 shillings por tonelada. El nuevo contrato peruano, que hipotecaba por segunda vez los recursos guaneros, fue rechazado por los bondholders ingleses y el gobierno británico protestó ante el Perú, y por el contrario, el permiso chileno fue halagado por los acreedores británicos.
Tras la ocupación de Lima por los chilenos, la Casa Dreyfus y el Credit Industriel vieron que la única alternativa de cobrar sus deudas era la permanencia de Tarapacá como territorio peruano y buscaron el apoyo de EE. UU. para lograr esos objetivos.: pág.169  Posteriormente el gobierno chileno endureció las condiciones de los acreedores de la deuda peruana para cobrar sus deudas, ocasionando nuevas protestas desde Londres.

## Mercenarios, voluntarios y observadores
La armada de Chile reclutó algunos extranjeros en sus tripulaciones.
Una parte considerable de la tripulación del Huáscar era británica.: p.18  De sus 170 tripulantes, 30 eran británicos y 12 de otras naciones foráneas. Antes de la guerra una buena parte de las tripulaciones de buques peruanos eran conformadas por chilenos, los que debieron abandonar Perú. De los 21 artilleros del Huáscar, solo uno era peruano.: pág.111 
Especialmente prometedores fueron las contrataciones de técnicos estadounidenses Paul Boyton, Charles W. Read y John H. Smith, por parte del Perú para la utilización de torpedos contra los barcos chilenos.
Un caso especial fue la iniciativa boliviana de extender patentes de corso contra barcos y mercancías chilenas Bolivia no había firmado el Tratado de París de 1856, por lo que visto desde un punto de vista legal, tenía el derecho a emitir patentes de corsario como Hilarión Daza ofreció el 26 de marzo de 1879. Pero EE. UU., Gran Bretaña y Francia rechazaron reconocer ese derecho y Perú convenció a su aliado de no proseguir esa política: pág.103  Bolivia ya no tenía puertos y hubiese tenido que usar puertos peruanos, cuyo país si había firmado.
No son mercenarios aquellos voluntarios extranjeros que defendían una bandera por razones políticas o en todo caso no por dinero, como es el caso, entre otros, de Roque Sáenz Peña, Luis Pacheco de Céspedes o Otto von Molke.
Diferente también es el caso de guardias urbanas creadas por las colonias extranjeras para proteger la vida y la propiedad tras el abandono de las ciudades (Iquique y Lima) por parte de las fuerzas peruanas.: 129  El observador francés Le Léon (o su traductor) estima en 25 000 el número de extranjeros radicados entre Lima y Callao: 3000 alemanes, 2000 ingleses, 500 estadounidenses, 2800 franceses y 17000 italianos.: 33 
Baquedano permitió a un grupo de observadores neutrales observar la marcha y las batallas de la campaña de Lima. Los observadores fueron, Eugène Marie Le Léon, William Acland de la Armada Real, D. W. Mullan, de la Armada de los Estados Unidos, L. Ghigliatti de la Marina Italiana.: 3 : 138 

## Intervención por país
Si bien había en Europa muchos interesados en la deuda peruana y en menor medida, la chilena: pág.15 , existían entre ellos diferentes visiones de como cobrar la deuda y a quien.
Entre los interesados había empresas navieras y comerciales que no podían trabajar en la región e incluso aquellas cuyas instalaciones habían sido destruidas durante los bombardeos de los puertos. Esas demandas fueron resueltas con los Tribunales Arbitrales a partir del año 1884.
Tras la firma del Tratado de Ancón, varios países europeos protestaron porque consideraban que los ingresos del salitre y el guano debían ser usados solamente para el pago de la deuda peruana. Si bien el Tratado permaneció a pie firme, algunas de sus exigencias se resolvieron solo tras largos pleitos judiciales que duraron hasta bien entrado el siglo XX.

### Estados Unidos de América

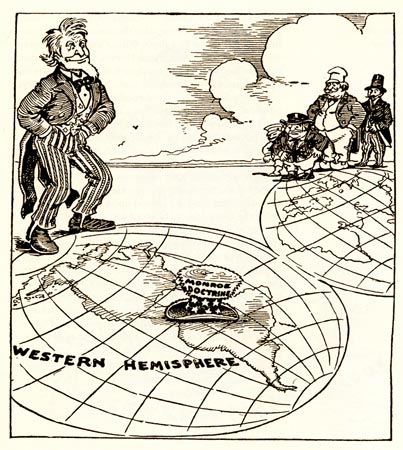
La Doctrina Monroe, proclamada en 1823, advertía a las potencias europeas que el gobierno de los EE. UU. no aceptaría injerencias foráneas en los asuntos "americanos".

En cuanto a la geopolítica, los Estados Unidos de América, tras su guerra civil que terminó en 1865, comezaban a observar celosamente la actividad de las potencias europeas para impedir tempranamente cualquier interferencia diplomática o militar en asuntos americanos según lo había anunciado su Doctrina Monroe. Los norteamericanos consideraban América como un (futuro) mercado que debía ser exclusivo para su comercio. Ellos habían aceptado o tolerado la intervención europea en varias ocasiones: Primera Intervención francesa en México, Segunda intervención francesa en México, Ocupación de las Islas Chinchas por España, Ocupación británica de las islas Malvinas (1833).
En los Estados Unidos se miraba con suspicacia la constitución de la Sociedad del Canal de Panamá en el año 1878. Tanto los poderes públicos como los intereses privados en veían en la construcción del canal por una sociedad francesa una amenaza directa para su seguridad y su economía.
Según Kiernan, había en el gobierno de los EE. UU. dos hipótesis inconsistentes, pero que eran combinadas: la de una intervención colectiva europea y otra de un arreglo secreto desde Londres.: pág.20 
Aunque su importancia comercial en la zona era menor que la de Gran Bretaña y Francia: pág.24  se sabía ya de su potencial industrial y que su fuerza naval (todavía menor aún que la chilena) aumentaría en caso necesario. Para consolidar su posición hegemónica en el continente: pág.94 , los EE. UU. intentaron organizar la Primera Conferencia Panamericana. En la invitación extendida el 22 de noviembre de 1882, Blaine anunciaba que daría "cierto tiempo" para solucionar la cuestión de la costa del Pacífico. La reunión no se llevó a cabo, entre otros, por la oposición de Chile.: p.451 
En la política estadounidense con respecto a la guerra se pueden distinguir cuatro fases:: p.140 
1. durante el ejercicio de Evarts en la secretaría de estado: solo llevar a los beligerantes a la mesa de negociaciones.
2. durante el ejercicio de Blaine de la secretaría de estado: el intento "pugilístico"(según el "New York Herald") de Blaine de impedir la cesión de Tarapacá.
3. durante la primera parte del ejercicio de Freilinghausen en la secretaría de estado (Trescot): ejercer "influencia moral" sobre Chile, como lo intentó Trescot.
4. durante la segunda parte del ejercicio de Freilinghausen en la secretaría de estado (Logan): intentar reducir las demandas de Chile a Perú cuando la causa ya estaba perdida.

Presidencia de Rutherford B. Hayes
Al comienzo de la crisis, en 1879, Estados Unidos eran gobernados por Rutherford B. Hayes, quien, siguiendo una política aislacionista, evitó intervenir. Su primera preocupación era impedir desde el comienzo una injerencia europea en asuntos americanos. El 18 de junio de 1879, William M. Evarts, secretario de estado del presidente Hayes, rechazó una oferta británica de mediación conjunta con las siguientes palabras:
"el gobierno no ve favorablemente un esfuerzo prematuro en combinación con otras potencias neutrales que podría causar la impressión de un dictado o de una coerción que contravenga los derechos de los beligerantes"
En agosto de 1879 el ministro plenipotenciario de EE. UU. en Bolivia, Pettis, intentó mediar entre los países en guerra, pero fracasó. En octubre de 1880, tras la ocupación de Tacna y Arica por el ejército chileno, los ministros estadounidenses en Perú, Christiancy y en Chile, Osborn, reunieron a los beligerantes en la Conferencia de Arica, pero no se obtuvieron resultados.
Presidencia de James A. Garfield
El 4 de marzo de 1881 asumió la presidencia de los EE. UU. James A. Garfield, cuyo secretario de estado, James G. Blaine, inició una vigorosa campaña para impedir la desmembración del Perú y obligar a Chile a aceptar una indemnización monetaria por los costos y bajas de la guerra. Blaine argumentaba con preceptos morales ("la hermana república del Perú") así como con el peligro de que Gran Bretaña controlase la economía de la costa oeste de Suramérica. En esa situación, Blaine denunció que Chile era solo un instrumento de los ingleses y que la guerra había sido solo por el impulso británico dado a Chile. H. Bonilla añade que Blaine también buscaba impedir el desarrollo en Chile de un poder que desafiase la potencia norteamericana.: pág.164 
El ministro plenipotenciario estadounidense en Perú desde el 2 de agosto de 1881, Stephen A. Hurlbut, promovió resueltamente la política de Blaine e intervino abiertamente y por escrito en la política interna del país en que gozaba de fuero diplomático: comunicó por escrito a Patricio Lynch, jefe del gobierno de ocupación, que los EE. UU. no aceptarían la cesión territorial, lo mismo a "los notables de Lima", descalificó a Piérola como dictador y exigió a Andrés Cáceres que traicionara a Nicolás de Piérola y reconociera a Lizardo Montero como presidente del Perú, lo que Cáceres hizo. Paralelamente, Hurlbut ordenó al representante norteamericano en Argentina pedir al gobierno de ese país el reconocimiento del presidente Montero. El 5 de octubre de 1881 Hurlbut comunicó a Washington que había firmado un acuerdo con García Calderón para la cesión de Chimbote para la armada de los EE. UU. y los derechos del ferrocarril que unía el puerto con el interior. Tras el acuerdo, Hurlbut quedó como gestionador de las empresas carboníferas peruanas que debían abastecer a la marina norteamericana.

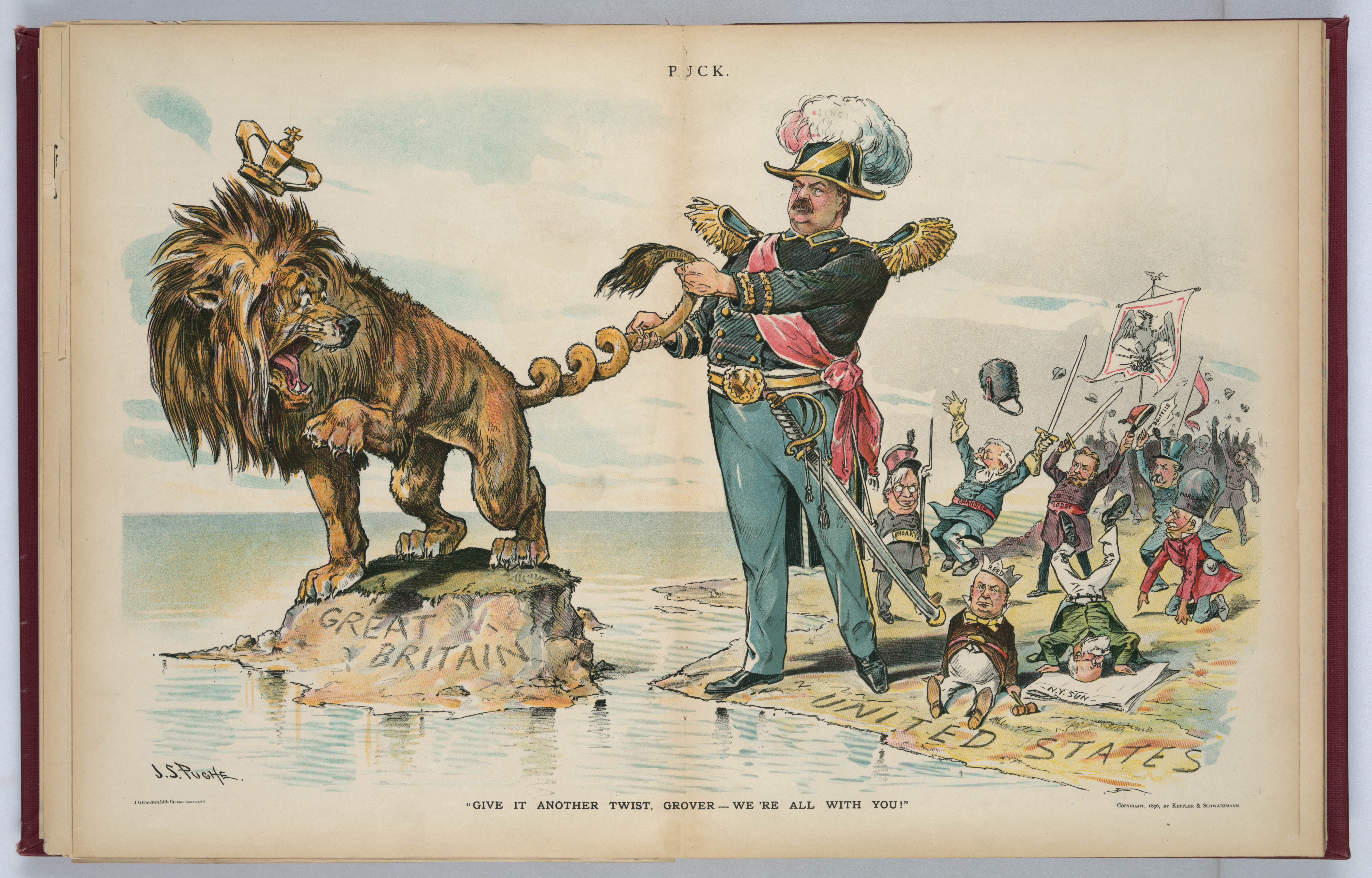
El presidente de los EE. UU. Grover Cleveland retuerce la cola del león británico, en una caricatura de 1890. A fines del ambas potencias competían por los mercados latinoamericanos, hasta entonces en manos británicas.

Sin embargo, la prensa norteamericana comenzó en 1881 a publicar las coincidencias entre los planes de dos consorcios franceses privados y los planes seguidos por Blaine en el conflicto. La Credit Industriel y la Peruvian Company habían ofrecido sus servicios al gobierno de los EE. UU. para hacerse cargo de la indemnización monetaria a Chile a cambio de la explotación del guano y del salitre del Perú, todo ello bajo un protectorado estadounidense en Tarapacá. La empresa de Levi P. Morton, entonces ministro plenipotenciario de los EE. UU. en Francia y más tarde presidente de los EE. UU., había obtenido de la Credit Industriel el monopolio del comercio del salitre en los EE. UU. en caso de obtener el negocio en Perú. Morton había contactado a Blaine con el presidente de Francia, quien le comunicó que Francia rechazaba las pretensiones chilenas.: pág.73  La Peruvian Company había ofrecido 250 000 USD a Hurlbut para que "no estorbara" en el asunto.
Desde marzo a agosto de 1882, un comité del senado norteamericano investigó las acusaciones de tráfico de influencias que afectaban la política exterior sin llegar a probar acusación alguna. La prensa, entonces, y los historiadores: pág.94 , hoy, consideran que aunque los registros escritos del departamento de estado no contenían evidencias duras, la cantidad de indicios, contradicciones, coincidencias y negocios señalan que Blaine estaba usando su poder para enriquecerse a costa del Perú.
Presidencia de Chester A. Arthur
El 19 de septiembre de 1881 falleció el presidente Garfield, que había sido herido en un atentado el 2 de julio de ese año. Su sucesor, Chester A. Arthur inicialmente continuó la política contra la cesión de territorios a Chile, culminando en el envío de la misión de William Henry Trescot con instrucciones, entregadas el 1 de diciembre, de hacer presente al gobierno chileno lo que el historiador H. Mellignton califica como "belicosas" y que llevarían a una guerra con Chile:
"[Los EE. UU.] apelarán a otras repúblicas del continente para unirlas en un esfuerzo destinado a prevenir consequencias que afectan no solo a Chile y Perú."
Cuando Bancroft Davis, nuevo asistente del secretario de estado, investigó y encontró actividades impropias del saliente secretario de estado, el nuevo secretario de estado desde el 19 de diciembre de 1881, Frederick T. Frelinghuysen cambió las instrucciones a Trescot.: 71  El 3 y el 4 de enero de 1882 telegrafió a Trescot evitar cualquier forzamiento de las relaciones y ejercer una influencia pacífica. Las nuevas instrucciones, enviadas por correo el 9 de enero, revertían completamente las de Blaine: ninguna amenaza de rompimiento de relaciones con Chile y Trescot debía asegurar al gobierno de Chile que los EE. UU. no deseaban imponerse a ninguno de los beligerantes.: pág.122  La misión Trescot firmó el llamado Protocolo de Viña del Mar, en el que los EE. UU. reconocen el derecho de Chile a exigir una indemnización territorial.
Cuando Trescot regresó a Washington, expuso la necesidad de aclarar finalmente si habría o no una intervención militar norteamericana, porque de otro modo la guerra se prolongaría indefinidamente dado que los políticos y militares peruanos creían saber que una tal potencia volcaría la guerra a su favor y por lo tanto se negaban a aceptar la cesión de Tarapacá.
La última fase de la intervención norteamericana ocurre con la presencia de Cornelius Logan como ministro estadounidenses en Santiago. Su misión fue solamente tratar de reducir los costos al Perú del reconocimiento de la cesión. Sin embargo, sus esfuerzos también fueron en vano. Montero, Cáceres y García Calderón no aceptaron la cesión de Tarapacá ni aún con la certeza de que EE. UU. no les ayudaría.
La amargura que dejó en Perú la errática política de mediación de los EE. UU. fue sintetizada por Montero en un mensaje al Congreso del Perú el 22 de abril de 1883:
"Después de más de un año de ineficaces negociaciones, de declaraciones tan significantes y definitivas como las del Señor Hurlbut primero, tan mesuradas y cuidadosas como las del Señor Trescot después, y tan vergonzosas y dañinas como las finales del Señor Logan, hemos alcanzado la triste convicción que el gobierno americano... no puede hacer más de lo que ha hecho por Perú y Bolivia... Ustedes podrán imaginar el agradecimiento que debemos al gobierno americano por su intervención a nuestro favor.": pág.135 
El tratado de paz fue firmado en 1883 por el gobierno de Miguel Iglesias, que no fue reconocido por EE. UU. sino hasta finales de 1884. La bancarrota de la diplomacia estadounidense fue uno de los capítulos más desafortunados de su historia, según Mellington.: pág.9 

### Europa

#### España
España firmó al comienzo de la Guerra el Tratado de París (14 de agosto de 1879) con Perú y el Tratado de París (21 de agosto de 1879) con Bolivia. Ambos tratados pusieron fin al estado de guerra vigente desde la guerra hispano-sudamericana (1865-66). En 1867 España y Chile habían llegado a un acuerdo preliminar para recibir los barcos de guerra embargados por las leyes de neutralidad británicas,: pág. 268  lo que provocó el incidente diplomático entre Perú y Chile en 1868. El Tratado Chile-España fue firmado el 12 de junio de 1883 en Lima, Perú.

#### Reino de Gran Bretaña e Irlanda
En el Reino de Gran Bretaña e Irlanda no existía un interés en la cuestión por parte de la opinión pública y el Foreign Office pudo establecer su política sin consideraciones de la prensa y los manifiestos y apologías de los beligerantes no encontraron eco en Londres.: p.17-18  En cambio, los bondholders (acreedores) si veían con preocupación el transcurso de la guerra que disminuía las posibilidades del Perú de pagar la deuda y colocaba a Chile en posesión de las riquezas con que se habían garantizado las deudas peruanas. Al comienzo de la guerra el gobierno británico protestó por la destrucción de instalaciones portuarias peruanas aduciendo que "todos los depósitos de guano estaban hipotecados a favor de los bondholders para asegurar el pago de los préstamos.": 136 
Durante la guerra, el Reino Unido embargó 4 barcos de guerra que estaban por ser entregados a los países beligerantes. Los cruceros Arturo Prat y Esmeralda habían sido construidos en Inglaterra para Chile y los cruceros peruanos Sócrates y Diógenes construidos en Alemania pero que fueron artillados en Inglaterra. Los nombres griegos eran parte de la leyenda que debía hacerlos pasar como destinados a Grecia y de esa manera burlar las leyes de neutralidad británicas.
Gran Bretaña no permitía el envío de material de guerra a Chile desde su suelo, lo que obligaba a los compradores chilenos a enviarlo primero a Europa continental y luego a Chile.: pág.85  De esa manera Chile logró enviar varias torpederas desarmadas a Valparaíso, donde fueron armadas.
El historiador marxista británico Victor Kiernan, tras un detallado análisis de los documentos del Ministerio de Relaciones Exteriores de Gran Bretaña (Foreign Office) enfatiza que ese ministerio nunca contempló intervenir ni intervino activamente en el conflicto más allá de representar los intereses de sus súbditos como lo hicieron las otras potencias europeas.

#### Francia
Definitivamente Francia fue el poder más hostil: 123  a Chile, debido al estrecho vínculo existente entre el gobierno francés y la casa Dreyfus. El presidente francés Jules Grévy era amigo íntimo de Auguste Dreyfus. Asimismo, la prensa francesa se mostró, en general, contraria a Chile en la guerra del Pacífico.: 123  Los dos grupos franceses, Credit Industriel y Casa Dreyfus necesitaban que Perú retuviese sus recursos de guano y salitre que ellos esperaban controlar, por eso buscaron colaboración de los EE. UU. que apareció como protector del Perú para contrapesar la influencia comercial británica en la costa oeste de América del Sur. Para facilitar el apoyo, le fue entregado en un contrato a la firma de Levi P. Morton (entonces ministro plenipotenciario en Francia) el monopolio de la venta del salitre en los EE. UU.: pág.22 : pág.159 
La situación más peligrosa ocurrió antes de la firma del Tratado de Ancón, cuando el Marqués de Tellenay, enviado de Francia en Perú, amenazó con cortar las relaciones con Chile y que eso significaría una intervención europea armada, el caso más temido en Washington. Francia solicitó esta vez la ayuda inglesa para, con su armada real, embargar todas las exportaciones de guano y minerales. Sin embargo, Inglaterra no pretendía servir a Francia y contestó el pedido con "algunas palabras refrigerantes y sedativas".: pág.34-35 : pág.78 

#### Alemania
El 24 de mayo de 1879 las autoridades peruanas impidieron la salida del vapor alemán Luxor bajo la acusación de haber transportado armas desde Montevideo a Valparaíso, lo cual no fue negado por el capitán quien alegó desconocimiento de la carga y de la declaración de guerra. La situación escaló, según el autor de la cita, hasta el peligro de una intervención armada de Alemania, pero el 10 de enero de 1880 Nicolás de Piérola, al comienzo de su dictadura, ordenó la devolución del barco a pesar de que todas las instancias legales habían desechado los recursos planteados por la compañía alemana.: 53–65 

#### Italia
El Reino de Italia tuvo algunas acciones relevantes durante la guerra. La primera, en febrero de 1879, fue el fracasado intento peruano de comprar en Italia: pág.104  dos blindados. Por su parte el gobierno italiano participó de las potencias europeas en la representación de los intereses de los Bondholders ante el gobierno de Perú y luego de Chile. También la representación diplomática italiana se apersonó en las zonas de combate para proteger a sus connacionales. Por último, Italia protestó contra la firma del tratado de Ancón.: pág.93- 

### América Latina
Los tres países en guerra tenían disputas fronterizas con sus otros vecinos, así Chile con Argentina, Bolivia con Argentina y Paraguay, Perú con Ecuador y Brasil. Con excepción de Argentina, ningún país vecino a los beligerantes intentó sacar ventaja de la guerra para obtener territorios. Brasil, Paraguay y Ecuador no presionaron a los aliados durante la guerra y sus fronteras permanecieron en el statu quo ante bellum.

#### Argentina

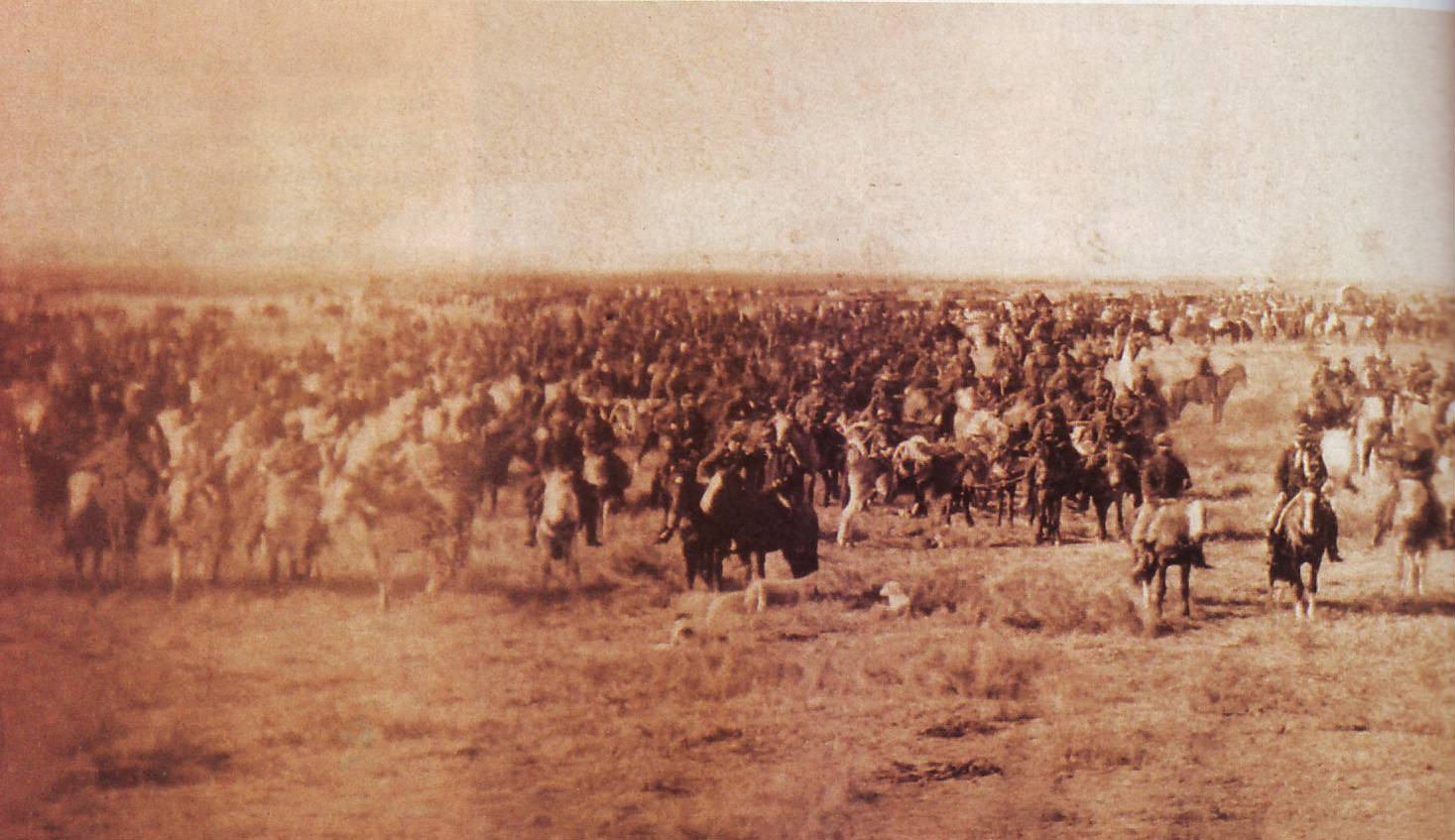
Apenas iniciada la guerra, Argentina comenzó a ocupar los territorios al sur de Buenos Aires, aunque aún lejos de lo que sería posteriormente la frontera. La foto de 1879 muestra una partida del ejército argentino en la ribera del río Negro, esto es a la altura de Temuco en Chile.

En 1878 ambos gobiernos habían firmado el Tratado Fierro-Sarratea, que logró detener el ímpetu bélico en ambos países, pero que finalmente no fue aprobado por el Congreso en Argentina.
En 1879, al comienzo de la guerra, Argentina, que no había adherido al pacto secreto de alianza con Perú y Bolivia de 1873, tampoco aceptó la oferta de Perú y Bolivia en 1879 de apoderarse de la zona comprendida entre los paralelos 24°S hasta 26°S a cambio de su adhesión a la alianza. Sin embargo, extendió con la Conquista del Desierto su ocupación de la Patagonia a zonas disputadas con Chile.: p.386 
En Argentina existía una fuerte corriente popular partidaria de apoyar a los aliados e incluso declarar la guerra a Chile. Según Manuel Barros, al comienzo el gobierno si bien aparentaba sopesar esas propuestas populares, en su fuero interno las consideraba innecesarias porque el tiempo jugaría a su favor: la guerra debilitaría a Chile o sería derrotado por los aliados.
El año 1880 estalló en Buenos Aires la Revolución de 1880, la última de las guerras civiles entre la capital federal, Buenos Aires, y las provincias. Carlos Tejedor se enfrentó al gobierno central, dirigido por el presidente Nicolás Avellaneda y quien sería su sucesor Julio A. Roca, organizador de la Conquista del Desierto. Tejedor fue derrotado y Roca asumió el cargo de presidente el 12 de octubre de 1880. La posibilidad de una alianza chileno-brasileña, la inferioridad de su Armada y el enorme progreso económico que no se quería arriesgar, eran un freno a las propuestas de ingresar a la guerra.
Tras la ocupación de Antofagasta y el hundimiento de la Independencia la entrada de Argentina quedó descartada.: pág.384-385 
A pesar de su declaración de neutralidad, Argentina permitía el transporte de armas a Bolivia. José Manuel Balmaceda, representante chileno en Buenos Aires, pidió explicaciones al gobierno de La Plata sobre el transporte de armas a Bolivia. En julio de 1879 se supo que dos ganaderos de Salta que iban camino a Perú fueron expropiados por el ejército de Chile porque proveerían a los ejércitos aliados. En Argentina se sospechaba que desde Chile se apoyaba la sublevación de los mapuches contra las autoridades de La Plata.: 232 
En junio de 1881 ambos países firmaron el Tratado de 1881 entre Argentina y Chile, que fue considerado una transacción para frenar la entrada de Argentina a la guerra del Pacífico.
En 1882 Argentina intentó organizar una Conferencia Pan-Americana destinada a establecer normas que impedirían las invasiones y la conquistas de territorios en América Latina, con el claro objetivo de impedir la expansión chilena. Sin embargo, su llamada no encontró eco entre los países latinoamericanos.: pág.406-407 
Argentina obtuvo de Bolivia, tras el fin de la guerra, extensos territorios en la Puna de Atacama que Chile había considerado suyos tras la guerra.

#### Brasil
El gobierno de Brasil apoyó discretamente al chileno con informes y consejos.: pág.403  Con respecto a los esfuerzos chilenos por establecer lazos con Brasil, escribe Mauricio Rubilar Luengo:: 92 
Villafañe (2007:134) afirma que la ofensiva diplomática chilena (que se prolongó por tres años 1879-1881) con el objeto de obtener el apoyo brasileño o por lo menos su compromiso para “contener” a Argentina estaba en realidad destinada al fracaso: “el Imperio ya pasaba por problemas internos que lo llevarían a su fin y, aunque tuviera interés político para ello, difícilmente sería capaz de reunir el mínimo de consenso interno necesario para adoptar otra posición que no fuera la neutralidad frente a la Guerra del Pacífico”. El único recurso de Chile durante la guerra fue afirmar la imagen de una “íntima inteligencia” con el Imperio que correspondía más a una proyección incentivada por el Gobierno chileno que a la traducción de los hechos concretos. El mito de la alianza chileno-brasileña surtió efectos en beneficio de ambos Estados, particularmente en el plano de sus complejas relaciones con la República Argentina que siempre temió una alianza de sus tradicionales rivales.

#### Ecuador
Chile intentó utilizar la disputa fronteriza entre Perú y Ecuador para sus fines propios, pero no tuvo éxito.: 434  Claudio Tapia F. sostiene que la neutralidad ecuatoriana estaba condicionada no por un afán americanista como pretenden los documentos del gobierno sino por su capacidad militar afectada por la situación interna del país.: 3 
Un caso trascendente fue la captura por la Armada de Chile de la torpedera peruana Alay en el puerto ecuatoriano de Ballenitas. El 19 de octubre de 1879 Marcial Martínez, representante de Chile en los EE. UU. fue informado que Luis Germán Astete había fletado el transporte inglés Colombia para transportar material de guerra a Perú. Como usual, la mercadería debía llegar hasta el puerto panameño de Colón, por ferrocarril hasta la Ciudad de Panamá para luego continuar su viaje por mar hasta Perú. Sin embargo, parte de la carga era una lancha torpedera que debía ser ensamblada en Panamá y llegar por sus propios medios a los puertos peruanos. Debido a las dificultades peruanas para montar correctamente las partes de la torpedera en Panamá, la lancha debió recalar en Ecuador donde fue capturada por el transporte chileno Amazonas.: 162 
Durante la Expedición Lynch fue hecho presa el 19 de septiembre de 1880 en Paita el vapor Isluga El Isluga fue presentado por su capitán al momento de su captura como nave estadounidense. Una vez descubierto que no podía tener esa bandera Ecuador reclamó por su captura.: 12 

#### Costa Rica
Por información reunida en Washington por Marcial Martínez Cuadros y enviada el 28 de agosto de 1879 se confirmó en Santiago que el gobierno de Costa Rica a través de Domingo Vázquez, exministro plenipotenciario de Honduras en Lima, había adquirido para el Perú 103 cajas de fusiles y 200 cajas de municiones en los Estados Unidos. La carga había sido despachada por Carlos Tracy.: 165 . El 21 de julio de 1879 el gobierno chileno ya había pedido explicaciones por el envío de armas al Perú. El gobierno costarricense negó tal triangulación, pero, tras la ocupación de Lima en enero de 1881, se descubrieron en los ministerios peruanos los documentos que probaban el envío.
Chile también exigió evitar levas de voluntarios para la marina peruana.: pág.407 

#### Guatemala
El 20 de agosto de 1880 se informó a Santiago que Carlos Tracy había enviado desde Nueva York hacia Guatemala un envío de tres mill fusiles Remington y un millón de tiros, comprados por un Coronel Larrañaga, a la sazón cónsul general de Perú en Guatemala, con la ayuda de los generales Barrios y Soto, guatemaltecos.: 165–166 
El gobierno chileno advirtió que sería una violación flagrante de las leyes de neutralidad y Guatemala destinó las armas para su Guardia Nacional y solo reembolsó una parte del costo a Perú.

#### Nicaragua
El 2 de septiembre de 1879 Chile protestó ante Nicaragua por haber intentado triangular la compra de dos barcos de guerra en Francia, el Solférino y el La Gloire, a través de un agente nicaragüense para el Perú.: 263  También exigió evitar levas de voluntarios para la marina peruana.: pág.407 : 522 

#### Venezuela
En Venezuela existía un ánimo anti-chileno en la prensa y el gobierno, pero los problemas internos ocupaban el quehacer del país. Sin embargo en 1881 el Congreso de Venezuela protestó contra la ocupación de Perú y Bolivia.: pág.407 

#### Colombia y Panamá
El Estado Soberano de Panamá dependiente administrativamente de Colombia a partir de 1841, servía para el transbordo de material de guerra peruano traído desde Europa, la costa este de los Estados Unidos de América o desde Costa Rica hasta el puerto de Colón (ciudad) donde eran llevados por ferrocarril hasta la Ciudad de Panamá para ser embarcados desde allí a Perú, a veces con escala en Ecuador para simular otro destino, por las embarcaciones peruanas Talismán, Chalaco, Limeña, Estrella, Enriqueta y Guadiana.
En el Tratado de amistad, comercio y navegación entre la República de Nueva Granada y la de Chile del 16 de febrero de 1844, la primera se había comprometido en los artículos 11, 12, 13 y 18, a la "estricta e imprescindible obligación de no facilitar a los enemigos de Chile elementos bélicos de cualquier clase que sean."
Tras las protestas del gobierno chileno por la violación del tratado y la neutralidad, primero los transportes fueron negados, luego se adujo falta de una aduana en Colón hasta que el presidente Trujillo declaró que la neutralidad del istmo obligaba a permitir el paso de mercancías sin control de su contenido ni de su destino.
Los transportes de armas y las protestas diplomáticas chilenas continuaron. A fines de 1879 arribó a la Ciudad de Panamá el Transporte armado chileno Amazonas que logró detener el contrabando de armas a Perú hasta la caída de Lima. El 8 de mayo de 1880 ocurrió el incidente del San Ramón, donde fueron detenidos 11 chilenos acusados de piratería y de intentar abordar a la goleta ecuatoriana Enriqueta.: 405–406 
Otra arista de la relación entre Colombia y Chile fue el llamado del presidente de Colombia a un Congreso Panamericano que debía conducir a un arbitraje obligatorio de los conflictos entre estados. Chile lo consideraba atentatorio contra sus derechos de beligerante. El llamado no tuvo eco y el proyecto feneció sin consecuencias.: 406–407 

## Consecuencias
Respecto de la integración de Chile al mercado internacional, Bruce St John sostiene que:
| El alto nivel de inversiones extranjeras en Chile en general y en la industria del nitrato en particular provocó a algunos posteriormente a sustentar una tesis de conspiración extranjera según la cual gobiernos europeos habrían influenciado los sucesos durante la guerra en desventaja para el Perú. El intento de colocar un conflicto regional en un marco mayor fue loable, pero nunca han aparecido evidencias de alguna intervención o influencia colectiva. | (Original en inglés) The high level of foreign investment in Chile in general and in the nitrate industry in particular later spawned a foreign-conspiracy thesis that argued that European governments had influenced events during the war to Perú's disadventage. The attempt to place the regional conflict in a wider context was laudable, but no evidence has surfaced to substantiated claims of either collective influence or collective intervention. |
| Bruce St John, Foreign Policy of Perú, página 111 | |

Al final de la guerra, Chile constituyó Tribunales arbitrales para atender las causas de ciudadanos de países neutrales que exigían reparación por la destrucción de sus bienes durante la guerra.
Desde el fracaso de la diplomacia estadounidense en la Guerra, las leyes estadounidenses prohíben a sus diplomáticos mantener negocios en los países en que representan los intereses de los EE. UU.